# عصير المشاهير
عصير المشاهير (بالإنجليزية: Celebrity Juice)‏ هو برنامج تلفزيوني ترفيهي بريطاني تنتجه وتبثه قناة ITV 2، ويقدمه ليه فرانسيس الشهير بـ «كيث ليمون».

## فكرة البرنامج
يستضيف البرنامج العديد من المشاهير الذين يقسمون إلى فريقين، كل فريق مكون من ثلاثة أشخاص، يتنافس الفريقان في الإجابة عن بعض الأسئلة أو تأدية نشاطات في إطار فكاهي، ويشترك الجمهور الحاضر في الأستوديو أحيانا ببعض فقرات البرنامج. لا يناسب هذا البرنامج المشاهدة العائلية، نظرا لما يحتويه من مشاهد قد لا تناسب كافة الجمهور.

## إلغاء البرنامج
في 29 يونيو 2022 أصدرت مجموعة قنوات ITV بيانا صحفيا على موقعها الإلكتروني أعلنت فيه عن إيقاف بث البرنامج بعد 26 موسمًا وحوالي 300 حلقة تم بثها خلال 14 عامًا، وسيختتم البرنامج بعرض حلقتين خاصتين في نهاية عام 2022 لم يتم الإعلان عن موعدهما بعد. ثم تم بث هاتين الحلقتين الخاصتين في 8 و 15 ديسمبر 2022.

## روابط خارجية
- عصير المشاهير على موقع IMDb (الإنجليزية)
- عصير المشاهير على موقع قاعدة بيانات الفيلم (الإنجليزية)